# Utricularia caerulea
Utricularia caerulea este o specie de plante carnivore din genul Utricularia, familia Lentibulariaceae, ordinul Lamiales, descrisă de Carl von Linné. Conform Catalogue of Life specia Utricularia caerulea nu are subspecii cunoscute.